# Crisis (situatie)
Een crisis (meervoud: crises) is een zware noodsituatie waarbij het functioneren van een stelsel (van welke aard dan ook) ernstig verstoord raakt.
Het woord 'crisis' heeft in de dagelijkse spraak een negatieve lading. Van oorsprong is de term echter neutraal. Etymologisch komt het voort uit het (oud)Griekse werkwoord κρινομαι (krinomai) met de betekenissen scheiden, schiften, onderscheiden, beslissen, beslechten, richten en oordelen. Zo bezien, is een crisis een 'moment van de waarheid', waarop een beslissing moet worden genomen die van grote invloed is op de toekomst.
In het verleden was bij ernstige ziekte en de toen nog gebrekkige medische mogelijkheden, bijvoorbeeld bij een longontsteking, de 'crisis' het moment waarop de koorts, meestal in de nacht, een hoogtepunt bereikte en het de vraag was of de patiënt de ochtend wel zou halen.
In 2022 is het woord crisis in het Nederlands sterk aan inflatie onderhevig. Allerlei maatschappelijke en milieuproblemen, zelfs als die meerdere jaren duren, worden aangeduid met crisis, zoals klimaatcrisis, stikstofcrisis, coronacrisis en kredietcrisis.

## Overheidsingrijpen bij crisis
Alleen een burgemeester, minister of het staatshoofd mag een crisissituatie tot ramp uitroepen. Voordat dit gebeurd is, zal de overheid ook altijd spreken over een crisis en opereren vanuit een 'crisiscentrum'. 
In landen waarin de grondwet erin voorziet kan de noodtoestand uitgeroepen worden waarbij de autoriteiten bijzondere bevoegdheden inroepen. Is er sprake van zo'n maatregel vanwege oorlogsgevaar, terrorisme of burgeroorlog, dan wordt vaak de staat van oorlog uitgeroepen en worden zelfs de meest fundamentele burgerrechten ingeperkt.
Indien een persoon in een dusdanige psychische crisis verzeild raakt dat die persoon een gevaar voor zichzelf en/of voor de omgeving vormt, kan de burgemeester - op aangeven van een psychiater - een machtiging tot gedwongen opname in een crisiskliniek afgeven. In Nederland gebeurt dat op grond van de Wet verplichte ggz (Wvggz), waarbij de rechter achteraf toetst of het besluit rechtsgeldig genomen is.

## Soorten crises
De Leidse bestuurskundige Uri Rosenthal onderscheidt verschillende soorten crises:
- Natuurlijke rampen (zoals de watersnoodramp in 1953, de uitbraak van mond-en-klauwzeer in 2001 en de coronacrisis vanaf 2020);
- Explosies en branden (zoals de Vuurwerkramp Enschede en de Schipholbrand);
- Transportongevallen (zoals de Bijlmerramp en de Herculesramp);
- Rellen en ongeregeldheden (zoals de Kroningsoproer in 1980);
- Terrorisme en gijzelingen (bijvoorbeeld de Treinkaping bij De Punt in 1977);
- Psychocrises (zoals n.a.v. de dood van Meindert Tjoelker, Pim Fortuyn en Theo van Gogh);
- Bestuurlijke crises (bv. n.a.v. de uit de hand gelopen kosten van de Amsterdamse Stopera);
- Economische crises (zoals de beurskrach van 1929, de kredietcrisis van 2008 en de energiecrisis vanaf 2021).

## Tv-programma
Crisis was ook de naam van een programma van de NPS in 1997.
Hierin moesten prominente Nederlanders functioneren als crisismanagers bij een fictieve crisissituatie of ramp. Een van de rampen betrof een gefingeerd ongeval met een kerncentrale vlak over de Duitse grens: "De paniek slaat snel toe".
Het online spel van dit programma, dat geheel via e-mail gespeeld werd over meerdere weken, was destijds een unieke vorm van crossmedia. 